# Hvidtoppet turako
Hvidtoppet turako (latin: Tauraco leucolophus) er en turakoart, der lever det sydøstlige Nigeria, nordlige Uganda, sydvestlige Sudan og vestlige Kenya. IUCN kategoriserer arten som ikke truet.